# Florence Baverel-Robert
Florence Baverel-Robert (n. 24 mai 1974, Pontarlier, Franche-Comté⁠(d), Franța) este o biatlonistă franceză, medaliată olimpică. A participat la trei ediții ale Jocurilor Olimpice (1998, 2002, 2006) în care a câștigat o medalie de aur și o medalie de bronz.